# Gordon Kennedy
Gordon Kennedy, född 22 februari 1958 i Skottland, är en brittisk skådespelare.
Hans genombrott kom med den brittiska komediserien Absolutely (1989-1993), där han både bidrog som manusförfattare och som skådespelare.
Kennedy har även spelat rollen som Lille John i BBC:s storsatsning Robin Hood (2006-2008) som visats på TV4.

## Filmografi
- 1986 - The Kenny Everett Television Show
- 1986 - The Russ Abbot Show - Olika roller
- 1988 - Kommissarie Morse - Dewars detektiv
- 1988 - This Is David Lander - Angler
- 1989 - Red Dwarf - Hudzen
- 1989 - The Return Of Shelley - Hobbs
- 1989-1993 - Absolutely
- 1992 - Just Like A Woman - C.J.
- 1994 - Jolly A Man For All Seasons - Charlie Chalmers
- 1994 - The Tales Of Para Handy - Konstapel MacLeod
- 1995 - The Imaginatively Titled Punt & Dennis Show
- 1995 - Atletico Partick - Jack Roan
- 1998 - The Morwenna Banks Show - Olika roller
- 1998 - Norman Ormal: A Very Political Turtle - Yob Chairman
- 1998-2000 - Stressed Eric - Olika roller
- 1999 - Bostock's Cup - Edgar Pendulo
- 1999 - With Or Without You - Ormonde
- 1999 - Just The Ticket
- 2000 - The Announcement - Frank
- 2000 - Glascow Kiss - Ewan Sommerville
- 2001 - Love Or Money - Michael
- 2001 - Baddiel's Syndrome - Mr. Deronda
- 2002 - River City - Graeme
- 2002-2005 - Where The Heart Is - Alistair Pope
- 2003 - The Deal - John Brown
- 2003-2004 - Red Cap - Sgt. Bruce Hornsby
- 2005 - The Man-Eating Wolves of Gysinge - Thore Petre
- 2006-2008 - Robin Hood - Lille John
- 2007 - You Can Choose Your Friends - Pete Arden
- 2008 - The Bill - Jim Lawson
- 2009 - Mad Sad & Bad - Harry